# 二人三脚 (misonoの曲)
「二人三脚」（ににんさんきゃく）は、日本の歌手・misonoの10作目のシングル。

## 概要
- 前作「夢幻期限」から5か月ぶりにして、アルバム『生 -say-』からの先行シングル。
- 今作はダンス&ロックをテーマに新たな新境地を切り拓く企画「ROCKプロジェクト」の最終章作品として、PLECTRUMを迎えて制作された[1]。
- 表題曲はゲームソフト『テイルズ オブ シンフォニア -ラタトスクの騎士-』の主題歌に[1][2]、フジテレビ系列『なべあちっ!』『孝太郎が行く2』『志村屋です。』のエンディングテーマに起用され、初のフォースタイアップを手掛けた。テイルズ オブ シリーズのタイアップを手掛けるのは「ラブリー♡キャッツアイ」以来6作ぶり、通算3度目となった[注 1]。
- ジャケットの異なるCD+DVD規格とCD規格の2形態で発売され、DVDには表題曲の『テイルズ オブ シンフォニア -ラタトスクの騎士-』版ビデオクリップと『テイルズ オブ シンフォニア』『テイルズ オブ ザ テンペスト』のオープニングアニメーションムービー[注 2]、「Starry Heavens」「そして僕にできるコト」「VS」「ラブリー♡キャッツアイ」からなるビデオクリップメドレー、今作のスポットCM、misonoからのコメント映像が収録された[1][2]。
- オリコンチャート初登場10位を獲得。「VS」以来9作ぶりにトップ10入りと月間チャート入りを果たした。また、初めて日本レコード協会からゴールド認定された。

## 収録曲
| #         | タイトル                                                        | 作詞      | 作曲      | 編曲      | 時間  |
| --------- | --------------------------------------------------------------- | --------- | --------- | --------- | ----- |
| 1.        | 「二人三脚」                                                    | misono    | 清水昭男  | PLECTRUM  | 4:30  |
| 2.        | 「Rock Project Medley」(挫折地点〜十人十色〜夢幻期限〜二人三脚) |           |           |           | 9:29  |
| 3.        | 「二人三脚 (instrumental)」                                     |           | 清水昭男  | PLECTRUM  | 4:28  |
| 合計時間: | 合計時間:                                                       | 合計時間: | 合計時間: | 合計時間: | 18:27 |

### 解説
1. 二人三脚
テーマはmisono曰く「失ってからでは取り返しのつかない、大切な家族や友人、愛する人たちの存在の大切さ。」だという[2]。
2. Rock Project Medley
直近前3作のシングルと今作の表題曲を含むメドレー[1][2]。
3. 二人三脚 (instrumental)
表題曲のインストゥルメンタルバージョン。

## 参加ミュージシャン
- misono：Vocal (#1,2)

support musician
- PLECTRUM
  - 藤田顕：Acoustic Guitar & Electric Guitar & Chorus (#1,3)
  - 高田泰介：Electric Guitar & Chorus (#1,3)
- 千ヶ崎学：Bass (#1,3)
- 立井幹也：Drums (#1,3)

## タイアップ
- バンダイナムコゲームス社製Wii専用ゲームソフト『テイルズ オブ シンフォニア -ラタトスクの騎士-』主題歌 (#1)
- フジテレビ系列情報バラエティ番組『なべあちっ!』エンディングテーマ (#1)
- フジテレビ系列旅番組『孝太郎が行く2』エンディングテーマ (#1)
- フジテレビ系列バラエティ番組『志村屋です。』2008年6月度エンディングテーマ (#1)

## 収録アルバム
- 生 -say- (#1)
- Tales with misono -BEST- (#1)
- symphony with misono BEST (#1 ver.2013)
- テイルズ オブ シンフォニア -ラタトスクの騎士- オリジナルサウンドトラック (#1 edit ver.)
- a-box NEO 〜avex Best Hit Collection〜 (#1)